# Jan Skalický (kostýmní výtvarník)
Jan Skalický, v anglickém prostředí též John Frank Skalický (11. září 1929 – 23. dubna 2006 Curych) byl český kostýmní výtvarník. Pracoval pro divadlo i film v České republice i ve světě.

## Dílo

### Opera
- 1974 Giuseppe Verdi: Sicilské nešpory (I Vespri Siciliani), spolu se scénografem Josefem Svobodou, Metropolitní opera v New Yorku, premiéra 31. ledna 1974,
- 1978 Bedřich Smetana: Prodaná nevěsta, spolu se scénografem Josefem Svobodou, Metropolitní opera v New Yorku, premiéra 25. října 1978.[1]

### Film
Navrhoval kostýmy například pro filmy:
- 1966 Fantom Morrisvillu
- 1966 Dáma na kolejích
- 1968 Jak se zbavit Helenky
- 1968 Přísně tajné premiéry
- 1968 Šíleně smutná princezna